# Тулунжа
Тулунжа́ (бур. Түлэнжэ Бага Хороо) — упразднённый посёлок, находившийся в подчинении Советском районе города Улан-Удэ Бурятии. В 2009 году включен в состав города и исключен из учётных данных.

## География
Расположен на западе Улан-Удэ, на склонах северо-восточных отрогов Хамар-Дабана, в 9 км от центра города, в 1,5 км западнее федеральной автомагистрали Р258 «Байкал», в 3 км к северо-востоку от аэропорта «Байкал».

## История
14 декабря 1993 года зарегистрирован вновь возникший населённый пункт посёлок Тулунжа
Постановлением Народного Хурала Республики Бурятия от 3 декабря 2009 года № 1233-IV посёлок Тулунжа присоединен к Советскому району города Улан-Удэ.

## Население

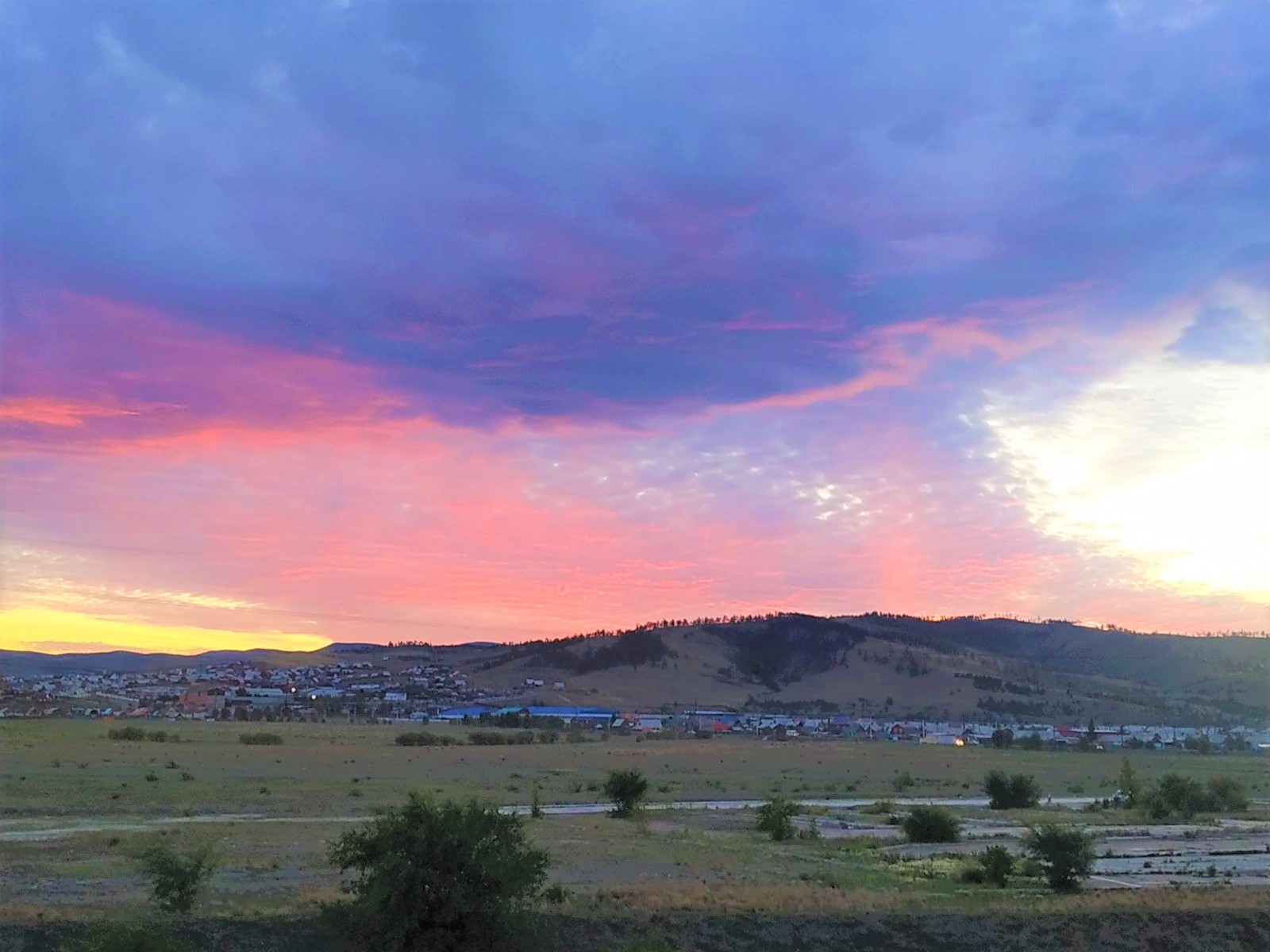
Поселок Тулунжа в вечернее время

| 2002 |
| ---- |
| 1359 |